# Ямал (атомный ледокол)
«Яма́л» — советский и российский атомный ледокол проекта 10521 — развития проекта 10520 «Арктика». Заложен 31 октября 1986 года, спущен на воду 4 октября 1989 года. Первоначальное название — «Октябрьская Революция», в 1992 году переименован в «Ямал». Введён в строй 27 октября 1992 года. В 2000 году ледокол совершил экспедицию к Северному полюсу для встречи третьего тысячелетия. «Ямал» — седьмой корабль, достигший Северного полюса. Всего совершил туда 46 рейсов.

## Конструкция
Рассчитан на преодоление ровного льда предельной толщиной 2,8 метра, с устойчивой скоростью 1—2 узла.

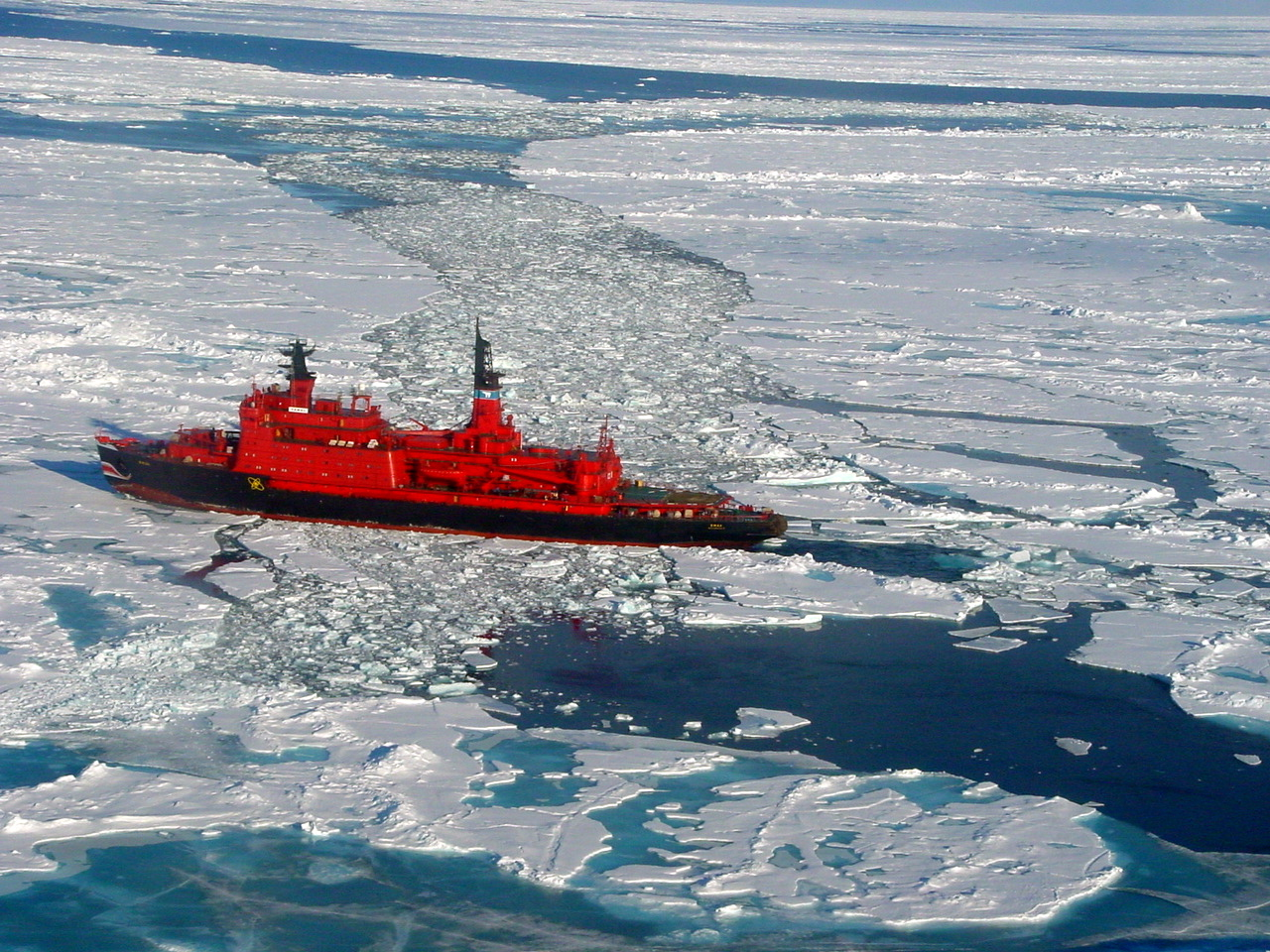
Атомный ледокол «Ямал» на пути к Северному полюсу в августе 2001 года

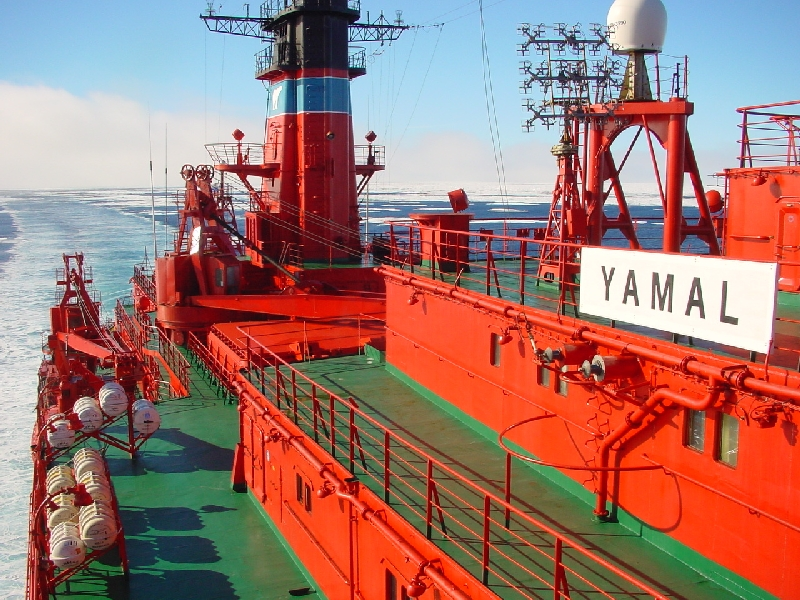
Атомный ледокол «Ямал»

Судно имеет двойной корпус, изготовленный из стали АК-28. В месте столкновения со льдом внешний корпус имеет «ледовый пояс» пятиметровой высоты толщиной 46 мм, в других местах толщина внешнего корпуса около 30 мм. Корпус покрыт полумиллиметровым слоем специальной краски «Инерта-160» для уменьшения трения. Между внешним и внутренним корпусами помещён водный балласт, который может быть перемещён для поддержания остойчивости судна. Корпус судна разделён на 8 водонепроницаемых отсеков, по центру расположена пятиуровневая надстройка. Для защиты корпуса от обмерзания используется пневмообмыв.
Судно может колоть лёд, двигаясь как вперёд, так и назад. Реверсирование двигателя, то есть смена направления вращения от полных оборотов в одну сторону до полных в другую, занимает 11 секунд, при весе винта 50 тонн.
Судно может самостоятельно пройти тропики для работы в Антарктике, но тогда при пересечении тропиков температура в отдельных помещениях может подниматься выше 50 градусов по Цельсию, что в свою очередь может быть губительным для отдельных механизмов судна. Также потребуется снизить мощность установки до минимума.
Судно несёт на себе один вертолёт Ми-8Т и несколько лодок класса «Зодиак». На нём установлены спутниковые системы, обеспечивающие навигацию, телефонную связь, факс и интернет, предназначенные для служебного пользования. Имеются большая столовая, библиотека, зал для пассажиров, волейбольная площадка, тренировочный зал, подогреваемый бассейн, сауна и больница. Есть 155 кают для экипажа, в каждой из которых установлен телевизор. Санузлы в каютах находятся только в каютах, начинающихся с палубы бака. Для перевозки туристов ледокол не предназначен, однако с целью комфортного их размещения экипаж на время круизов расселяют на двух нижних, жилых палубах по несколько человек в каюту (практически все каюты на ледоколе одноместные, за исключением примерно 10), в своих каютах остаются только капитан и главный механик.
Стилизованное изображение акульей пасти на носу ледокола появилось в 1994 году как элемент оформления для детского круиза, затем оставлено по просьбе туристических компаний и со временем стало традиционным.

## События

### Пожар
23 декабря 1996 года на судне случился пожар, в результате которого погиб один член экипажа. Атомные реакторы не пострадали, огонь был потушен в течение 30 минут.

### Гибель туристки
8 августа 2007 года 65-летняя туристка из Швейцарии по неосторожности упала за борт ледокола и погибла.

### Столкновение с танкером

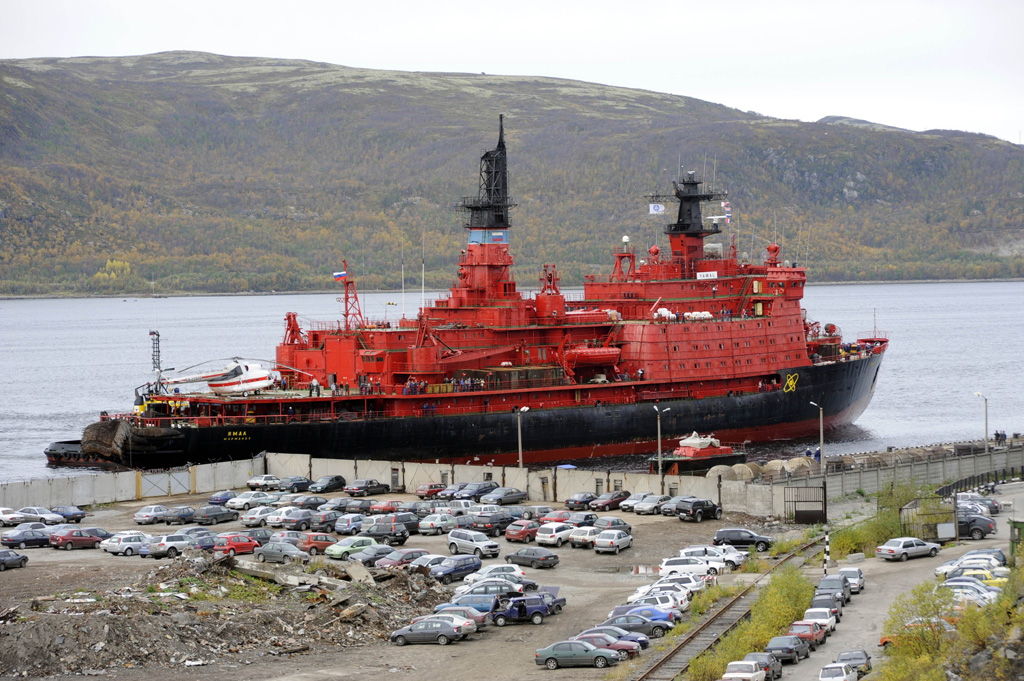
«Ямал» прибывает в Мурманск, сентябрь 2009 года

16 марта 2009 года в Енисейском заливе Карского моря во время ледовой проводки произошло столкновение «Ямала» с танкером «Индига». В результате удара на главной палубе танкера образовалась трещина общей протяжённостью 9,5 м с раскрытием до 8 мм. Танкер следовал в балласте, загрязнения окружающей среды не произошло. Далее танкер был сопровождён «Ямалом» для ремонта в Северодвинск.

### Спасательная операция

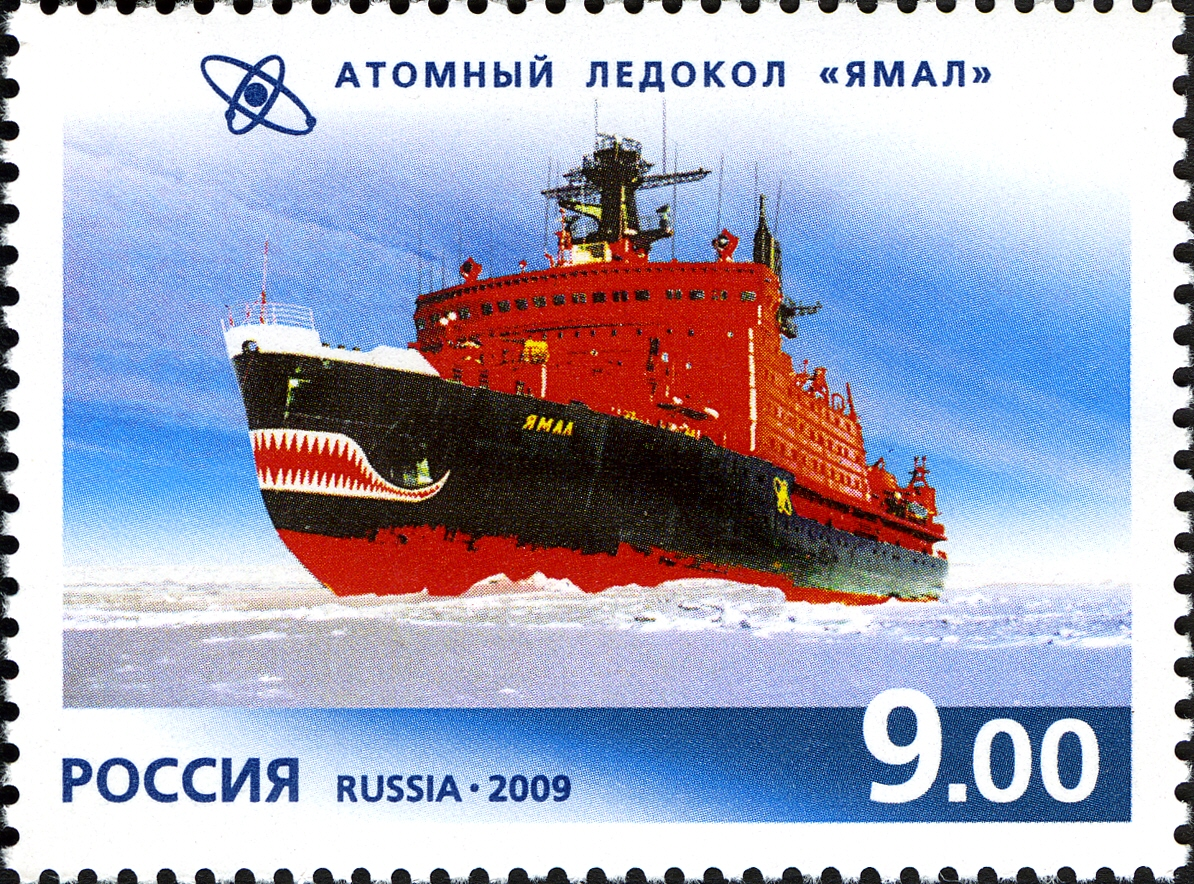
Почтовая марка из серии атомных ледоколов России. 2009

В сентябре 2009 года атомоход эвакуировал группу археологов из бухты Ледяная Гавань архипелага Новая Земля, которые подали сигнал бедствия. Десятая новоземельская археологическая экспедиция занималась изучением стоянки голландской экспедиции Виллема Баренца 1596 года.